# سياسة اليمين المتطرف في أستراليا
سياسة اليمين المتطرف في أستراليا هي الحركات السياسية الأسترالية والأفراد المتحالفون مع اليمين المتطرف، ويشار إليها أيضًا باسم التطرف اليميني، وانتشرت هذه الظاهرة غالبًا منذ القرن العشرين حتى القرن الحادي والعشرين.
بدأت هذه الحركات بشكل جدي بتأسيس الحرس الجديد في سيدني في عام 1931، ومن ثم فرعه حزب الوسط في عام 1933. كانت هذه الجماعات الفاشية البدائية مؤيدة للملكية ومعادية للشيوعية وسلطوية في منظورها. تبعت هذه الجماعات اليمينية المتطرفة المبكرة حركة أستراليا أولًا الفاشية بشكل صريح عام 1941. واستمرت الجماعات والأفراد اليمينيون المتطرفون في أستراليا بتبني مواقف عرقية أكثر صراحة خلال الستينيات والسبعينيات من القرن العشرين، وتحولوا إلى حركات نازية وفاشية ومعادية للسامية، وهي منظمات تعارض هجرة غير البيض وغير المسيحيين، مثل الحزب الوطني الاشتراكي النازي الجديد في أستراليا (1967) وجماعة العمل الوطني المتعصبة للعرق الأبيض (أستراليا) (1982).
استُخدم المصطلح منذ ثمانينيات القرن العشرين بشكل أساسي لوصف الذين يدافعون عن الحفاظ على ما يرون أنه ثقافة يهودية مسيحية، وأنجلو-أسترالية، بالإضافة إلى الذين يحاربون ضد حقوق السكان الأصليين بالأرض، والتعددية الثقافية، والهجرة، وطالبي اللجوء. ومنذ عام 2001، شهدت أستراليا تشكيل العديد من مجموعات النازيين الجدد والفاشيين الجدد أو مجموعات اليمين المتطرف مثل الطاقم المخلص، وجبهة الوطنين المتحدة، والحزب الوطني المحافظ لفريزر أننغ، والمقاومة الأنتيبوديانية (الأسترالية والنيوزيلاندية)، وغيرها. وكانت بعض مجموعات اليمين المتطرف ترتبط بإرهاب اليمين المتطرف في أستراليا.
تعود حركة القومية الأسترالية إلى القرن التاسع عشر، لكن الجماعات الحديثة أطلقت أيضًا على نفسها اسم القوميين الأستراليين.

## القرن العشرون
كان الكاتب والشاعر ويليام بايلبريدج من أوائل رواد الفكر الفاشي في أستراليا، والذي ارتبط لاحقًا ببي آر ستيفينسين وحركة أستراليا أولًا.

### من ثلاثينيات حتى ستينيات القرن العشرين
ظهر اليمين المتطرف الأسترالي من خلال الحركات الملكية والمعادية للشيوعية. تشكل الحرس الجديد في سيدني في 16 فبراير عام 1931، وكان أول وأكبر منظمة فاشية في أستراليا. وقد أسس الحرس الجديد إريك كامبل، وهو أسترالي من المحاربين القدامى في الحرب العالمية الأولى، ومؤيد للملكية ومناهض للشيوعية. تألفت هذه المجموعة في الغالب من الجنود العائدين من الحرب، وبلغ عدد أعضائها نحو 50,000 عضو في ذروة انتشارها، بينهم أعضاء بارزون في المجتمع مثل الطيار السير تشارلز كينغسفورد سميث والعمدة السابق لسيدني الشمالية هوبرت بريمروز.
كان الحرس الجديد منظمة شبه عسكرية، وكان أعضاؤها مسلحين بشكل جيد ويتلقون تدريبات عسكرية. نظم الحرس الجديد بقيادة كامبل عددًا من العمليات، بما في ذلك تعطيل الإضراب ومهاجمة أعضاء حزب العمال والاجتماعات «الشيوعية»؛ وطالبوا بترحيل الشيوعيين. خلال النمو الأولي للحركة، تمكن كامبل من جذب العديد من الجنود والقادة السابقين إلى الحركة.
رأى الحرس الجديد أن رئيس وزراء نيو ساوث ويلز جاك لانغ يمثل تهديدًا مباشرًا. وقد جذبت المنظمة الانتباه عندما اقتحم العضو فرانسيس دي غروت حفل افتتاح جسر ميناء سيدني على ظهر الخيل، بتوجيه من كامبل، بغرض الاحتجاج على مشاعر لانغ المناهضة للملكية.
بعد إقالة لانغ في مايو عام 1932، انخفضت عضوية الحرس الجديد بوتيرة سريعة.

#### الجيش الأبيض
تأسس الجيش الأبيض في فيكتوريا نحو عام 1931 (وسمي بهذا الاسم تيمنًا بالجيش الأبيض الروسي)، وعُرف أيضًا باسم رابطة الأمن القومي (إل إن إس)، وكان برئاسة رئيس مفوضي شرطة فيكتوريا، توماس بلامي، وقد وُصف الجيش بأنه مجموعة فاشية شبه عسكرية. استمر وجود هذه المجموعة نحو ثماني سنوات، منذ العام 1931، وكانت تضم العديد من كبار ضباط الجيش، بما فيهم الكولونيل فرانسيس ديرهام، محامٍ من ملبورن، والمقدم إدموند هيرنغ، الذي أصبح لاحقًا رئيس قضاة فيكتوريا. وكان بعض الأعضاء أيضًا أعضاء في الحرس الجديد، وشاركت المجموعتان في معارك في الشوارع مع الجماعات اليسارية. وورد أن ذلك كان رد فعل على صعود الشيوعية في أستراليا. كان أعضاء الجيش الأبيض على استعداد لحمل السلاح لوقف ثورة كاثوليكية أو شيوعية.

#### حزب الوسط
كان حزب الوسط حزبًا سياسيًا فاشيًا تأسس في ديسمبر عام 1933، بعد إقالة لانغ وزوال الحرس الجديد. أسس إريك كامبل الحزب بعد أن التقى بالفاشيين الأوروبيين والاشتراكيين الوطنيين مثل السير أوزوالد موزلي ويواخيم فون ريبنتروب. أبعد كامبل فلول الحرس الجديد عن الأنشطة شبه العسكرية وأدخلهم في السياسة الانتخابية.
خاض حزب الوسط في مايو 1935 انتخابات ولاية نيو ساوث ويلز، وحصل على 0.60٪ من إجمالي الأصوات. بعد الأداء الضعيف للحزب في الانتخابات، انسحب كامبل من الحياة العامة وحل الحزب.

#### حركة أستراليا أولًا
كانت حركة أستراليا أولًا حركة فاشية أسترالية قصيرة العمر تأسست في أكتوبر عام 1941. كانت المجموعة معادية للسامية وقومية اشتراكية، وتدافع عن دولة الشركات والتحالف السياسي مع قوى المحور ألمانيا وإيطاليا واليابان.
حُلت المجموعة في مارس عام 1942، عندما اعتُقل عدد من أعضائها سرًا من قبل الحكومة الأسترالية للاشتباه في أنهم قد يحاولون تقديم المساعدة للغزاة اليابانيين، وأدين عضوان بالخيانة، واعتُقلت أديلا بانكهورست في عام 1942 لدفاعها عن السلام مع اليابان، وكانت ابنة عائلة مشهورة بالدفاع عن حق المرأة في التصويت، وكانت عضوة في حركة أستراليا أولًا، وعضوة سابقة في حزب الوسط.

##### رابطة الحقوق الأسترالية
كانت رابطة الحقوق الأسترالية منظمة سياسية فاشية ومعادية للسامية. أسس الحزب إريك بتلر في أديلايد بجنوب أستراليا في عام 1946، ونظمه على المستوى الوطني في عام 1960. استندت أيديولوجية الحزب إلى النظرية الاقتصادية للائتمان الاجتماعي التي شرحها سي إتش دوغلاس. وتصف الرابطة نفسها بأنها تتمسك بقيم «الولاء لله والملكة والوطن».
ألهمت المجموعة مجموعات مثل رابطة الحقوق البريطانية، ورابطة الحقوق الكندية، ورابطة الحقوق النيوزيلندية. وفي عام 1972، أنشأ بتلر مجموعة شاملة، رابطة حقوق الكومنولث، لتمثيل المجموعات الأربع؛ وكانت بمثابة فرع من فروع الرابطة العالمية للحرية والديمقراطية.

### من ستينيات القرن العشرين إلى العقد الأول من القرن الحادي والعشرين

#### الحزب الوطني الاشتراكي الأسترالي
كان الحزب الوطني الاشتراكي الأسترالي (إي إن إس بّي) حزبًا نازيًا جديدًا أستراليًا صغيرًا. تأسس الحزب في عام 1962 على يد طالب الفيزياء بجامعة أديلايد تيد كاثرون وعامل مجلس سيدني دون ليندساي. كانت المجموعة مناهضة للشيوعية، ودعمت سياسة أستراليا البيضاء والضم الكامل لغينيا الجديدة.
في 26 يونيو عام 1964، داهمت الشرطة مقر الحزب، وقبضت على سميث وأربعة آخرين من أعضاء الحزب، وأدانتهم بحيازة أسلحة نارية ومتفجرات غير مرخصة وحيازة سلع مسروقة. وبحلول عام 1967، انضمت فلول الحزب إلى حزب أستراليا الوطني الاشتراكي المشكل حديثًا.

#### الأستراليون ضد مزيد من الهجرة
الأستراليون ضد المزيد من الهجرة (إيه إيه إف أي) كان حزبًا سياسيًا أستراليًا يمينيًا متطرفًا مناهضًا للهجرة، ووصف الحزب نفسه بأنه «قومي بيئي» وكان ضد المعدل الصافي الإيجابي للهجرة. تأسس الحزب في عام 1989 وجرى حله في عام 2008. وألغي تسجيل الحزب من قبل مفوضية الانتخابات الأسترالية في ديسمبر عام 2005، لأنه كان يفتقر إلى الحد الأدنى من الأعضاء البالغ 500 عضو المطلوب لتسجيله كحزب سياسي.